# Харьковскія Извѣстія
«Харьковскія Извѣстія» — тижневик, виходив 1817 — 23 у Харкові, спершу видавець і ред. А. Вербицький, з 1819 — Рада Харківського університету, з доручення якої ред. були П. Гулак-Артемовський, Є. Філомафітський, О. Склабовський та О. Куницький. Газ. подавала матеріали з життя Харкова: про театр, нові книги, статистичні дані, побутові зарисовки; українською мовою друкувалися вірші Г. Квітки-Основ'яненка.